# Кікуті Сінкіті
Сінкіті Кікуті (яп. 菊池 新吉, нар. 12 квітня 1967, Префектура Івате) — японський футболіст, що грав на позиції воротаря.
Більшу частину футбольної кар'єри присвятив клубу «Токіо Верді» (який у період виступів Сінкіті за клуб носив також назви «Йоміурі» та «Верді Кавасакі»), нетривалий час виступав також за клуб «Кавасакі Фронтале», а також національну збірну Японії.

## Клубна кар'єра
Сінкікі Кікуті дебютував у J-лізі 1986 року виступами за клуб із Кавасакі «Йоміурі», який у 1992 році був перейменований на «Верді Кавасакі». Більшу частину кар'єри в клубі був основним воротарем команди, зіграв за цей період понад 260 матчів лише у чемпіонаті Японії. 5 разів Сінкіті Кікуті вигравав із командою чемпіонат Японії і тричі — національний кубок. У 1994 та 1995 році входив до складу символічної збірної японської ліги.
У 2000 році голкіпер нетривалий час перебував у оренді в іншому клубі з Кавасакі — «Кавасакі Фронтале», а по закінченні строку оренди повернувся до свого колишнього клубу, який переїхав до столиці Японії — Токіо, та отримав нову назву — «Токіо Верді». Наступного року Кікуті завершив свою футбольну кар'єру в рідному клубі.

## Виступи за збірну
1994 року дебютував в офіційних матчах у складі національної збірної Японії. Протягом кар'єри у національній команді, яка тривала лише протягом двох років, провів у формі головної команди країни тільки 7 матчів, пропустивши 1 гол.
У складі збірної був учасником розіграшу Кубка конфедерацій 1995 року у Саудівській Аравії, під час якого, щоправда, на поле не виходив.

### Статистика
Статистика виступів у національній збірній.
| Збірна Японії | Збірна Японії | Збірна Японії |
| Роки          | Ігри          | голи          |
| ------------- | ------------- | ------------- |
| 1994          | 5             | 0             |
| 1995          | 2             | 0             |
| Усього        | 7             | 0             |

## Титули і досягнення
- Чемпіон Японії (5):

«Верді Кавасакі»: 1986-87, 1990-91, 1991-92, 1993, 1994
- Володар Кубка Імператора Японії (3):

«Верді Кавасакі»: 1986, 1987, 1996
- Володар Кубка Джей-ліги (3):

«Верді Кавасакі»: 1992, 1993, 1994
- Володар Суперкубка Японії (2):

«Верді Кавасакі»: 1994, 1995
- Переможець Азійського кубка чемпіонів (1):

«Верді Кавасакі»: 1987-88